# Saint-Maur (Cher)
Saint-Maur é uma comuna francesa na região administrativa do Centro, no departamento Cher. Estende-se por uma área de 26,09 km². Em 2010 a comuna tinha 295 habitantes (densidade: 11,3 hab./km²).